# Hermann-Josef Weidinger

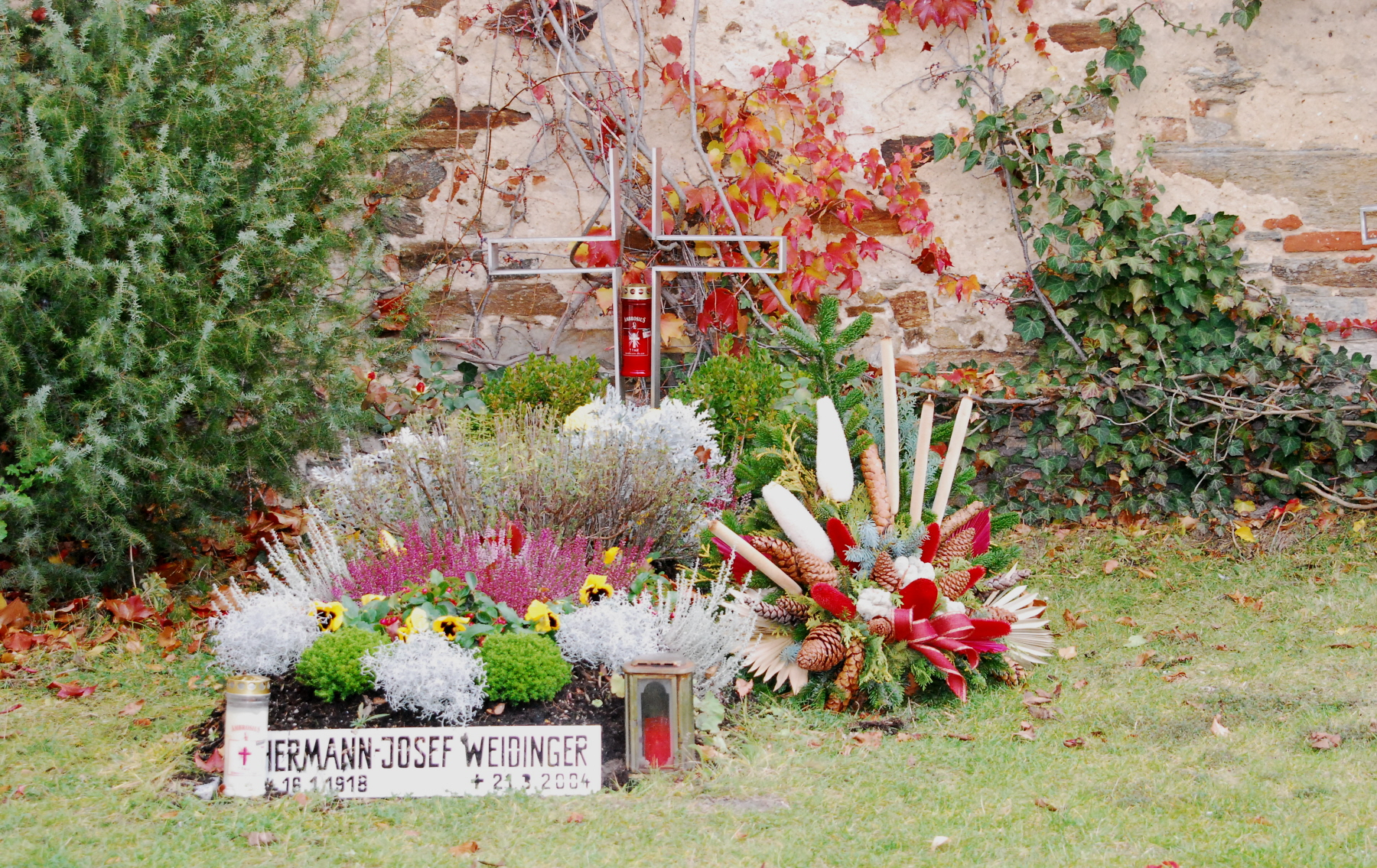
Grab von Hermann-Josef Weidinger im Stift Geras

Hermann-Josef Weidinger OPraem (* als Heinrich Anton Weidinger 16. Jänner 1918 in Riegersburg; † 21. März 2004 in Waidhofen an der Thaya) war Chorherr aus dem Orden der Prämonstratenser, Missionar und in Österreich als „Kräuterpfarrer Weidinger“ bekannt.

## Leben
Weidinger, Sohn eines Bauern aus dem österreichischen Waldviertel, besuchte jenseits der Grenze in Frain (Vranov) an der Thaya im damals deutschsprachigen Teil Südmährens die Bürgerschule. Mit 18 Jahren fasste Weidinger, der sich bereits als Bub gerne im Kräutergarten seines Onkels aufgehalten hatte, den Entschluss, Missionar zu werden. Nach der Matura an der Aufbauschule in Horn entschloss er sich zum Dienst in der Mission und trat in den Orden der Salesianer Don Boscos ein. Nach kurzer Vorbereitung und Sprachschulung in Unterwaltersdorf und in Italien kam er 1938 in die Republik China, wo er Philosophie und Theologie studierte und das Buchdruckerhandwerk erlernte. Im damals noch portugiesischen Macau gründete er einen Verlag. Als Übersetzer bekannter Werke ins Chinesische machte er sich einen Namen. Nach medizinischen Kursen lernte Weidinger als Assistent eines Militärarztes die chinesische Naturheilkunde kennen.
Nach Abschluss des Philosophie- und Theologiestudiums empfing Weidinger 1949 die Priesterweihe. Im Auftrag des Vatikans wurde er zur Betreuung der im Ausland lebenden chinesischen Akademiker eingesetzt. Als ihm bei einem Heimaturlaub 1953 eine Malaria-Erkrankung die Rückkehr nach China unmöglich machte, trat er in das Prämonstratenserstift Geras über, wählte den Ordensnamen Hermann-Josef und wurde Pfarrer in Harth, einer dem Stift inkorporierten Pfarre. Dort baute er eine Collie-Zucht auf.
Nach dem Tod des Pfarrers Karl Rauscher im Jahr 1979 übernahm Weidinger die Leitung vom in Karlstein an der Thaya ansässigen Verein Freunde der Heilkräuter, der mehr als 20.000 Mitglieder zählt. 1983 folgten ihm auf rege Anfragen von Ärzten und Apothekern ansässige Landwirte und errichteten eine Anbaufläche für Kräuter von 7 ha. Später kam auch der Gewürzanbau hinzu, beispielsweise der Waldviertler Kümmel.
„Kräuterpfarrer“ Weidinger erreichte durch seine Kommentare und Ratschläge in Printmedien, Radiosendungen und TV-Beiträgen ein Millionenpublikum. Darüber hinaus verfasste Weidinger 40 Bücher. Sein Werk wird durch seinen Nachfolger Benedikt Felsinger weitergeführt.

## Ehrungen und Auszeichnungen
- Päpstlicher Ehrenkaplan (Monsignore) (1952)
- Goldenes Ehrenzeichen für Verdienste um das Bundesland Niederösterreich (2001)
- Goldenes Ehrenzeichen für Verdienste um die Republik Österreich (2001)[1]
- Ehrentitel Konsistorialrat
- Ehrentitel Professor
- Ehrenbürger von Macao, Geras und Karlstein an der Thaya

## Werke
- Sühnepriester Jakob Kern, Styria, Graz 1960, OCLC 73552894.
  - Blessed James Kern: the priest of atonement, übersetzt von Hubert S. Szanto. St. Michael’s Abbey, Silverado, CA 2003, ISBN 0-9742298-0-6 (englisch).
- Kräutertee: eine Sammlung mit 1008 Teekarten, ein guter Rat vom Kräuterpfarrer, Text von Hermann-Josef Weidinger, Illustrationen von Adolf Blaim, 17 Teile, Freunde der Heilkräuter, Karlstein an der Thaya 1980–1984, DNB 551623306.
  - Paket 1: Kräutertee: Atemwege. 1980.
  - Paket 2: Herz und Kreislauf. 1980.
  - Paket 3: Verdauung. 1981.
  - Paket 4: Nervensystem. 1981.
  - Paket 5: Gelenkschmerzen. 1981.
  - Paket 6: Haut und Haare. 1981.
  - Paket 7: Gesund bleiben. 1981.
  - Paket 8: Für die ganze Familie. 1981.
  - Paket 9: Vorbeugen. 1982.
  - Paket 10: Seniorenprobleme. 1982.
  - Paket 11: Jugendprobleme, 1983.
  - Paket 12: Aromatische Haushaltsmischungen, 1983.
  - Paket 13: Für Autofahrer, 1983.
  - Paket 14: Nasen – Ohren, 1984.
  - Paket 15: Mund – Rachen, 1984.
  - Paket 16: Nieren – Harnwege 1984.
  - Paket 17: Frauenbeschwerden, 1984.
- Heilkräuter anbauen, sammeln, nützen, schützen, Band 1, 1981
- Ich bin eine Ringelblume, 1983
- Köstliche Früchte, 1983
- Heilkräuter anbauen, sammeln, nützen, schützen, Band 2, 1984, ISBN 3-8000-3186-8
- Sonne im Herzen, Freunde der Heilkräuter, Karlstein an der Thaya 1986, ISBN 3-900504-27-X.
- Guter Morgentip vom Kräuterpfarrer. Das werdende Jahr, 1988
- Guter Morgentip vom Kräuterpfarrer. Das fruchtende Jahr, 1988
- Stumme Kräuter plaudern, Freunde der Heilkräuter, Karlstein an der Thaya 1989, ISBN 3-900504-28-8
- Laßt mich vom Leben reden,  NP Niederösterreichisches Pressehaus, St. Pölten / Wien 1990, ISBN 3-85326-916-8
- Das dreifache Siegel. Gedanken zur Lebenstiefe,  NP Niederösterreichisches Pressehaus, St. Pölten / Wien 1992, ISBN 3-85326-964-8
- Augenblicke. Wege zu sich selbst, Ueberreuter, Wien 1992, ISBN 3-8000-3347-X
- Kräuter für die Seele, NP Niederösterreichisches Pressehaus, St. Pölten / Wien 1993, ISBN 3-85326-976-1
- Der Augenblick zählt, Freunde der Heilkräuter, Karlstein an der Thaya 1993, ISBN 3-900504-31-8
- Haustiere, Heilpflanzen und Du, Freunde der Heilkräuter, Karlstein an der Thaya 1993, ISBN 3-900504-33-4
- Nütze den Augenblick, Freunde der Heilkräuter, Karlstein an der Thaya 1994, ISBN 3-900504-34-2
- Hollerbusch, Kranewitt und Haselnuß, das Heckenbuch des Kräuterpfarrers, Freunde der Heilkräuter, Karlstein an der Thaya 1994, ISBN 3-900504-35-0.
- Grüne Oase ums Haus. Das Gartenbuch des Kräuterpfarrers, Freunde der Heilkräuter, Karlstein an der Thaya 1995, ISBN 3-900504-36-9.
- Hing'schaut und g'sund g'lebt, Band 1, Freunde der Heilkräuter, Karlstein an der Thaya 1995, ISBN 3-900504-37-7.
- Mensch und Baum. Der Kräuterpfarrer und die Sinnsprache der Bäume, Freunde der Heilkräuter, Karlstein an der Thaya 1997, ISBN 3-900504-38-5.
- Jakob Kern. Durch Leid zum Licht, Freunde der Heilkräuter, Karlstein an der Thaya 1999, ISBN 3-900504-39-3.
- Weihnachten mit dem Kräuterpfarrer, NP Niederösterreichisches Pressehaus, St. Pölten / Wien 1999, ISBN 3-85326-126-4.
- Hing'schaut und g'sund g'lebt, Band 2, Freunde der Heilkräuter, Karlstein an der Thaya 2002, ISBN 3-900504-41-5.